# Miconia tetraspermoides
Miconia tetraspermoides är en tvåhjärtbladig växtart som beskrevs av John Julius Wurdack. Miconia tetraspermoides ingår i släktet Miconia och familjen Melastomataceae.
Artens utbredningsområde är Venezuela. Inga underarter finns listade i Catalogue of Life.